# Cerdistus graminis
Cerdistus graminis är en tvåvingeart som först beskrevs av White 1914.  Cerdistus graminis ingår i släktet Cerdistus och familjen rovflugor. Inga underarter finns listade i Catalogue of Life.